# David Ruffin (Album)
David Ruffin ist ein Album von Soulsänger David Ruffin. Es erschien 1973 beim Label Motown.

## Hintergrund
Nachdem sein geplantes Album David von Motown nicht veröffentlicht wurde, da David Ruffin seine Plattenfirma durch Disziplinlosigkeiten (Drogen, Nichteinhaltung von Terminen) immer wieder verärgerte, erschien 1973, über drei Jahre nach seinem Vorgänger, David Ruffins drittes Soloalbum. Diesmal wurde das Album, im Gegensatz zu seinen Vorgängern, nur von einer Person produziert: Bobby Miller, der auch einen Großteil der Songs komponierte.
Das Resultat ist dennoch ein abwechslungsreiches Album, dessen Herzstück die Gamble & Huff-Komposition I Miss You, Part I ist. Die Aufnahme dieses Titels dürfte einen der künstlerischen Höhepunkte in Ruffins Karriere darstellen. Der Rest des Albums schwankt zwischen Balladen (Common Man oder das Isaac-Hayes-Cover (If Loving You Is Wrong) I Don’t Wanna Be Right), Früh-1970er-Funk (Blood Donors Needed (Give All You Can)) und einer leichten „Easy Listening der 1960er“-Tendenz (There Will Always Be Another Song To Sing). Erwähnenswert ist auch, dass David Ruffin mit A Day In The Life Of A Working Man eine der selten Eigenkompositionen (hier in Zusammenarbeit mit Bobby Miller) Ruffins enthält.

## Titelliste
1. The Rovin' Kind (3:10)
(Bobby Miller)
2. Common Man (3:12)
(Bobby Miller)
3. I'm Just A Mortal Man (2:50)
(Bobby Miller)
4. (If Loving You Is Wrong) I Don't Want To Be Right (4:31)
(Homer Banks/Raymond Jackson / Carl Hampton)
5. There Will Always Be Another Song To Sing (2:51)
(Bobby Miller)
6. I Miss You, Part I (3:51)
(Kenny Gamble/Leon Huff)
7. Blood Donors Needed (Give All You Can) (5:51)
(Bobby Miller)
8. A Little More Trust (3:08)
(Bobby Miller)
9. Go On With Your Bad Self (2:33)
(Bobby Miller)
10. A Day In The Life Of A Working Man (2:36)
(David Ruffin/Bobby Miller)

## Charts
Das Album erreichte in den US-Albumcharts Platz 160 sowie Platz 34 in den R&B-Albumcharts.

## Veröffentlichte Singles
A Little More Trust / A Day In The Life Of A Working Man
veröffentlicht am 8. Juni 1972; keine Chartplatzierung
Blood Donors Needed (Give All You Can) / Go On With Your Bad Self
veröffentlicht am 27. Februar 1973; keine Chartplatzierung
Common Man / I'm Just A Mortal Man
veröffentlicht am 31. Juli 1973; #84 R&B

## CD-Veröffentlichung
2005, Hip-O Select / Motown: The Great David Ruffin - The Motown Solo Albums, Volume 1